# Liste der Kulturdenkmäler in Womrath
In der Liste der Kulturdenkmäler in Womrath sind alle Kulturdenkmäler der rheinland-pfälzischen Ortsgemeinde Womrath aufgeführt. Grundlage ist die Denkmalliste des Landes Rheinland-Pfalz (Stand: 27. Oktober 2023).

## Einzeldenkmäler
| Bezeichnung               | Lage                               | Baujahr         | Beschreibung                                                                                                 | Bild                           |
| ------------------------- | ---------------------------------- | --------------- | --- | ------------------------------ |
| Wohnhaus                  | Eckstraße 2 Lage                   | 19. Jahrhundert | Fachwerkhaus, teilweise massiv und verschiefert, abgewalmtes Mansarddach, 19. Jahrhundert                    | Fotos hochladen                |
| Hofanlage                 | Im Bangert 12 Lage                 | 1857            | Hofanlage; Fachwerkhaus, teilweise massiv und verschiefert, bezeichnet 1857, Fachwerkscheune bezeichnet 1855 | Fotos hochladen                |
| Evangelische Kirche       | Kirchplatz 2 Lage                  | 1774            | frühklassizistischer Saalbau, 1774                                                                           | weitere Bilder Fotos hochladen |
| Langenauer Mühle          | östlich des Ortes an der K 6 Lage  | 1758            | eingeschossiges Fachwerkhaus, bezeichnet 1758, Haus wohl jünger                                              | BW                             |
| Wasserbehälter            | westlich des Ortes an der K 6 Lage | 1906            | Putzbau mit Dreiecksgiebel, bezeichnet 1906                                                                  | Fotos hochladen                |
| Katholische Wernerkapelle | westlich des Ortes Lage            | 1910/11         | Saalbau, 1910/11, Architekt Eduard Endler, Köln                                                              | weitere Bilder Fotos hochladen |